# Musculus opponens digiti minimi (Hand)
Der Musculus opponens digiti minimi (lateinisch für „Kleinfingergegensteller“) ist einer der Skelettmuskeln des Kleinfingerballens („Hypothenarmuskulatur“). Er wird zwar als Gegensteller des kleinen Fingers bezeichnet, kann aber beim Menschen diese Aufgabe so gut wie überhaupt nicht erfüllen. Beide Opponensmuskeln (Musculus opponens digiti minimi und Musculus opponens pollicis) arbeiten zusammen bei der Vertiefung der Hohlhand (Wasserschöpfbewegung) und sind wichtig, um die Kuppe des kleinen Fingers in Kontakt mit dem Daumen zu bringen.
Der Muskel wird über Nervenfasern des Ramus profundus des Nervus ulnaris innerviert.
Bei Haustieren kommt dieser Muskel nicht vor.